# Dis/Location
Dis/Location är rockgruppen Seven Mary Threes sjätte album, utgivet 11 maj 2004.

## Låtförteckning
1. "Settle Up" – 2:17
2. "Without You Feels" – 3:48
3. "Oceans of Envy" – 3:08
4. "Bark No Bite" – 2:56
5. "Blue Letter" – 3:29
6. "Found My Center" – 4:10
7. "By Your Side" – 3:59
8. "Dislocated" – 2:58
9. "Made To Be Broken" – 3:18
10. "Where Are You Calling From?" – 4:38
11. "Subway Tunnel Microphones" – 3:47